# Asura coccineoflammens
Asura coccineoflammens är en fjärilsart som beskrevs av Rothschild 1913. Asura coccineoflammens ingår i släktet Asura och familjen björnspinnare. Inga underarter finns listade i Catalogue of Life.